# Motorola C350
El Motorola C350 es un teléfono móvil GSM fabricado por Motorola. El teléfono fue lanzado el primer trimestre de 2003.

## Características
El Motorola C350 tiene un tamaño de 101 x 42 x 19 mm y un peso de 80 gramos. Pantalla CSTN, 4096 colores con una resolución de 96 x 64 píxeles. Para mañana, también hay 3 juegos, a saber, MotoGP, AstroSmash, Snood21. Motorola C350 se conoce como rana. El tono de llamada de este teléfono es de tipo polifónico. Para comunicarse a través de la escritura, puede utilizar SMS. La batería se puede quitar, usando el tipo Li-Ioncapacidad en 600 mAh con número de serie 77596 y puede durar hasta 190 horas en espera y 4 horas en llamada. En cuanto a la comunicación, este teléfono utiliza la red GSM.